# Lucio Vinicio
Lucio Vinicio (en latín, Lucius Vinicius) fue un político y militar romano de la república tardía. Cónsul suffectus en 33 a. C.

## Carrera
Como Tribuno de la plebe en 51 a. C., puso su veto a un senadoconsulto dirigido contra Julio César.
Como los partidarios de Octaviano iban creciendo con fuerza, Octaviano aprovechó el año 33 a. C. para honrar a hombres de escasa reputación entre la aristocracia romana, o a personas de influencia en las ciudades de Italia. Este fue el caso de Lucio Vinicio de quien no se había oído hablar en casi veinte años.
De esta forma, fue designado cónsul suffectus en el 33 a. C., sucediendo a Marco Acilio Glabrión el 1 de septiembre de ese año.
Procónsul en Asia posiblemente entre los años 28 a. C. y 27 a. C.